# Matthew Nixon
Matthew J. Nixon (Manchester, 12 juni 1989) is een Engelse golfer uit Ashton-under-Lyne, Lancashire.

## Amateur
Matt speelt sinds 2006 in het nationale team van Engeland. Zijn laagste score was een ronde van 63 (-9) op de Pannal Golf Club in Harrogate, het was tevens een nieuw baanrecord.
In 2010 eindigde hij in de halve finale van het Brits amateurkampioenschap, waarna hij op nummer 20 van de wereldranglijst stond en op nummer 4 van de Europese lijst. Hij is met 22 andere spelers geselecteerd voor het team van de Walker Cup van 2011. De training begint in december 2010. Veel spelers blijven amateur tot na de Walker Cup. Tien jongens zullen uiteindelijk het team vormen.

### Gewonnen
- 2005: Nick Faldo Series
- 2006: British Boys Amateur Championship (Aberdeen GC)
- 2008: Rudersdal Open (Denemarken), Lancashire Kampioenschap heren, EGU Order of Merit U21
- 2009: Henriques Trophy

### Teams
- EGU Northern Boys Teams Championship (winnaars)
- Jacques Leglise Trophy: 2006

## Professional
Als amateur had Nixon handicap +4. Hij speelde als amateur de Tourschool van 2010, waar hij zich voor de Final Stage kwalificeerde. Toen hij in de Finals een tourkaart verdiende besloot hij niet op de Walker Cup, die in september wordt gespeeld, te wachten maar direct professional te worden.
In de eerste zeven toernooien van 2011 verdiende hij al ruim € 37.000.